# Station Bennemühlen
Station Bennemühlen (Bahnhof Bennemühlen) is een spoorwegstation in het dorp Elze in de Duitse gemeente Wedemark (niet te verwarren met de elders in Nedersaksen gelegen stad Elze !), in de deelstaat Nedersaksen. Het station ligt aan de spoorlijn Hannover - Bremervörde. Het dorp Bennemühlen (gemeente Wedemark), waarnaar het station vernoemd is, ligt ongeveer 1 kilometer van het station.

## Indeling
Het station heeft één zijperron, dat niet is overkapt maar voorzien van abri's. Dit perron bestaat uit een a-zijde en een b-zijde, in het midden is er een wissel die het perron in twee delen scheidt. Aan de oostzijde van het station is er een parkeerterrein en een fietsenstalling. In de straat Walsroder Straße bevindt zich de bushalte van het station.

## Verbindingen
Het station is eindpunt van een lijn van de S-Bahn van Hannover, die wordt geëxploiteerd door DB Regio Nord. De volgende treinserie doet het station Bennemühlen aan:
| Serie | Treinsoort             | Route                                                                                          | Bijzonderheden                                |
| ----- | ---------------------- | ---------------------------------------------------------------------------------------------- | --------------------------------------------- |
| S4    | S-Bahn (DB Regio Nord) | Bennemühlen – Hannover Hbf – Hannover Bismarckstraße – Hannover Messe/Laatzen – Hildesheim Hbf | Bennemühlen - Hannover Hbf 2x per uur (ma-za) |